# COVID-19 у Харківській області
Коронаві́русна хворо́ба 2019 у Ха́рківській о́бласті — розповсюдження пандемії коронавірусу територією Харківської області.
Перший випадок появи коронавірусної хвороби було виявлено на Харківщині 25 березня 2020 року. Станом на 19 липня 2021 зафіксовано 234221 випадок інфікування, 5609 осіб померло (2,4 %)

## Хронологія

### 2020
З 12 березня у Харкові запровадили карантин, котрий як планувалося буде тривати до 3 квітня, були заборонені: масові заходи, концерти, спортивні змагання, зібрання у яких беруть участь понад 60 людей. На три тижні було зачинено усі навчальні заклади. Мер Харкова Геннадій Кернес 12 березня відмовився закривати дитсадки і школи на карантин. Пізніше того ж дня у прес-службі Харківської міськради повідомили, що карантин у міських школах і дитячих садках таки введуть і він триватиме з 13 березня до 3 квітня. Прокуратура Харківської області розпочала кримінальне провадження у зв'язку з тим, що у Харкові вчасно не ввели карантин у дитячих садках та школах через коронавірус..
17 березня було зачинено Харківський метрополітен та торовельно-розважальні центри
25 березня 2020 року виявлено перший випадок у чоловіка віком до 30 років, що повернувся з Франції. За словами прессекретарки Харківської ОДА Ксенії Ярикової, госпіталізації хворий не потребував і знаходився на самоізоляції. 17 осіб, котрі контактували з хворим, було ізольовано.
26 березня в Харківській області 10 осіб, що були на карантині після контакту з хворими, втекли з самоізоляції, почато їхній розшук.
Станом на 14 квітня в області зафіксовано 14 випадків, протягом доби — жодного інфікованого.
15 квітня в області зафіксовано перший летальний випадок, померла жителька села Високопілля, яка продавала в місцевій церкві РПЦвУ свічки. 71-річну мешканку села Високопілля госпіталізували в районну лікарню 10 квітня. Вірус був лабораторно підтверджений через день після смерті хворої. 15 квітня село закрили на карантин, пов'язаний з коронавірусною хворобою. На в'їзді та виїзді із села було встановлено контрольно-пропускні пункти з цілодобовим чергуванням поліції та медпрацівників. Відібрано та направлено до Харківського лабораторного центру 45 зразків біологічного матеріалу від контактних осіб. Дев'ять інфікованих високопільчан та контактні особи знаходились на лікуванні в Валківській ЦРЛ, Харківській обласній інфекційній лікарні та на самоізоляції.
16 квітня душевнохворий пацієнт, який заразився COVID-19, утік з обласної інфекційної лікарні у Харкові. Перед тим його доставили з обласної психлікарні у селі Стрілеча.
20 квітня в області зафіксовано другий летальний випадок, померла жителька закритого на карантин села Високопілля. Семидесятирічна інфікована жінка, медсестра в минулому, з 16 квітня знаходилась в реанімації обласної інфекційної лікарні.
26 квітня у Харківській обласній психіатричній лікарні виявлено 11 випадків коронавірусу.
На ранок 7 травня в області виявлено 403 інфікованих, 30 випадків за добу, шестеро людей підключено до апаратів штучної вентиляції легенів. На 10 травня в області виявлено 572 випадки вірусу.
7 серпня Харків було віднесено до «червоної» епідеміологічної зони через різке зростання захворюваності.
10 серпня на Дублянському спиртовому заводі в Дублянці під Харковом було виявлено незаконне виробництво дезінфекторів на суму 4 млн грн. При цьому підприємство кілька років перебувало в стадії банкрутства та офіційно не здійснювало виробничої діяльності.
18 серпня в селі Малижне було виявлено 5 випадків захворювання в психоневрологічному інтернаті, його було закрито на карантин. 20 серпня Харків перенесено до «помаранчевої» зони карантину.
12 жовтня в Харкові було скорочено інтервали між поїздами в метрополітені, щоб люди не скупчувалися на платформах.
15 жовтня представники Харківської ОДА заявили, що лікарняниї ліжок для пацієнтів з коронавірусом не вистачає, а хворих доводиться розміщувати у коридорах лікарень.

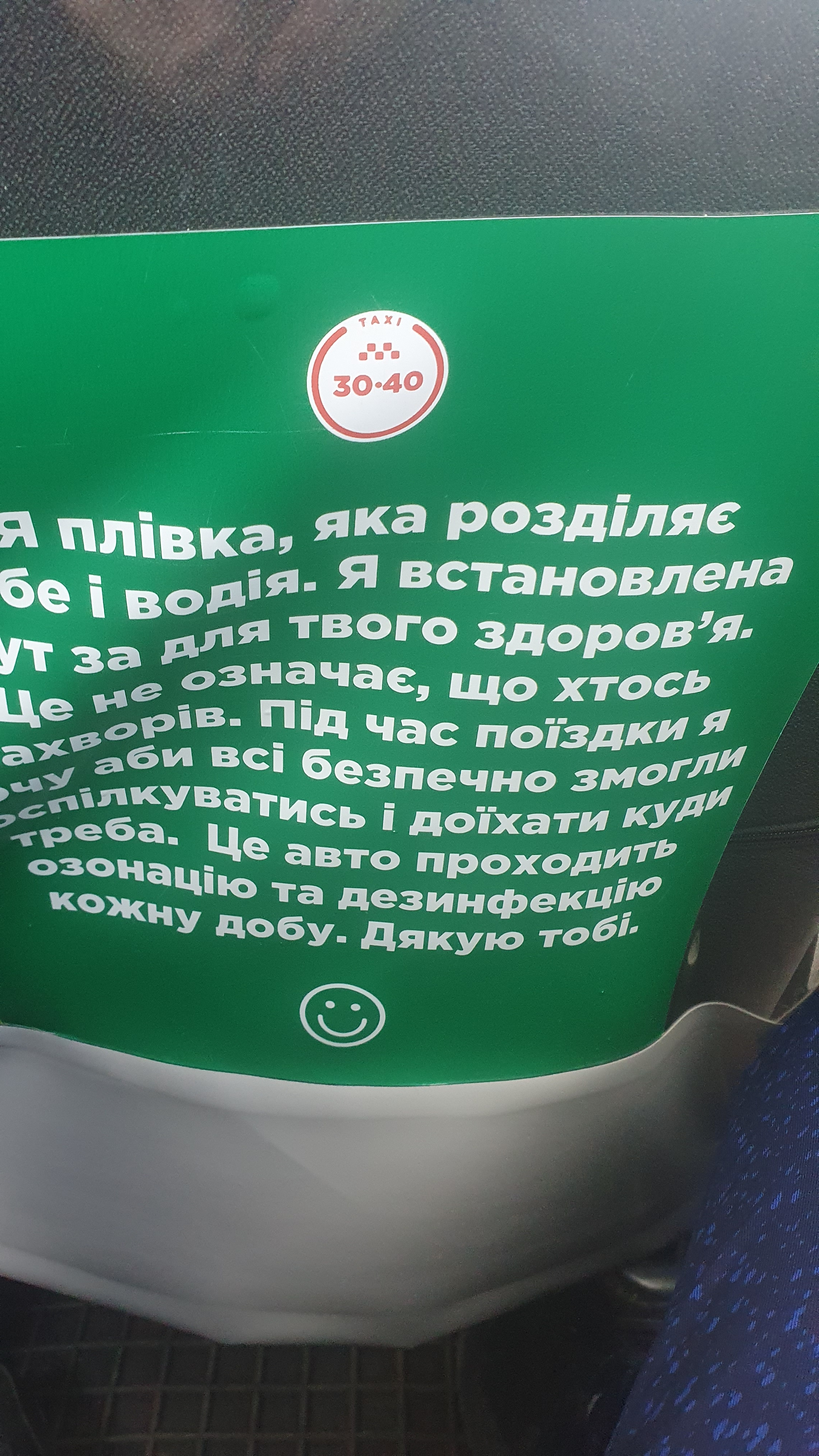
Захисна плівка між водієм та пасажиром у таксі «3040»
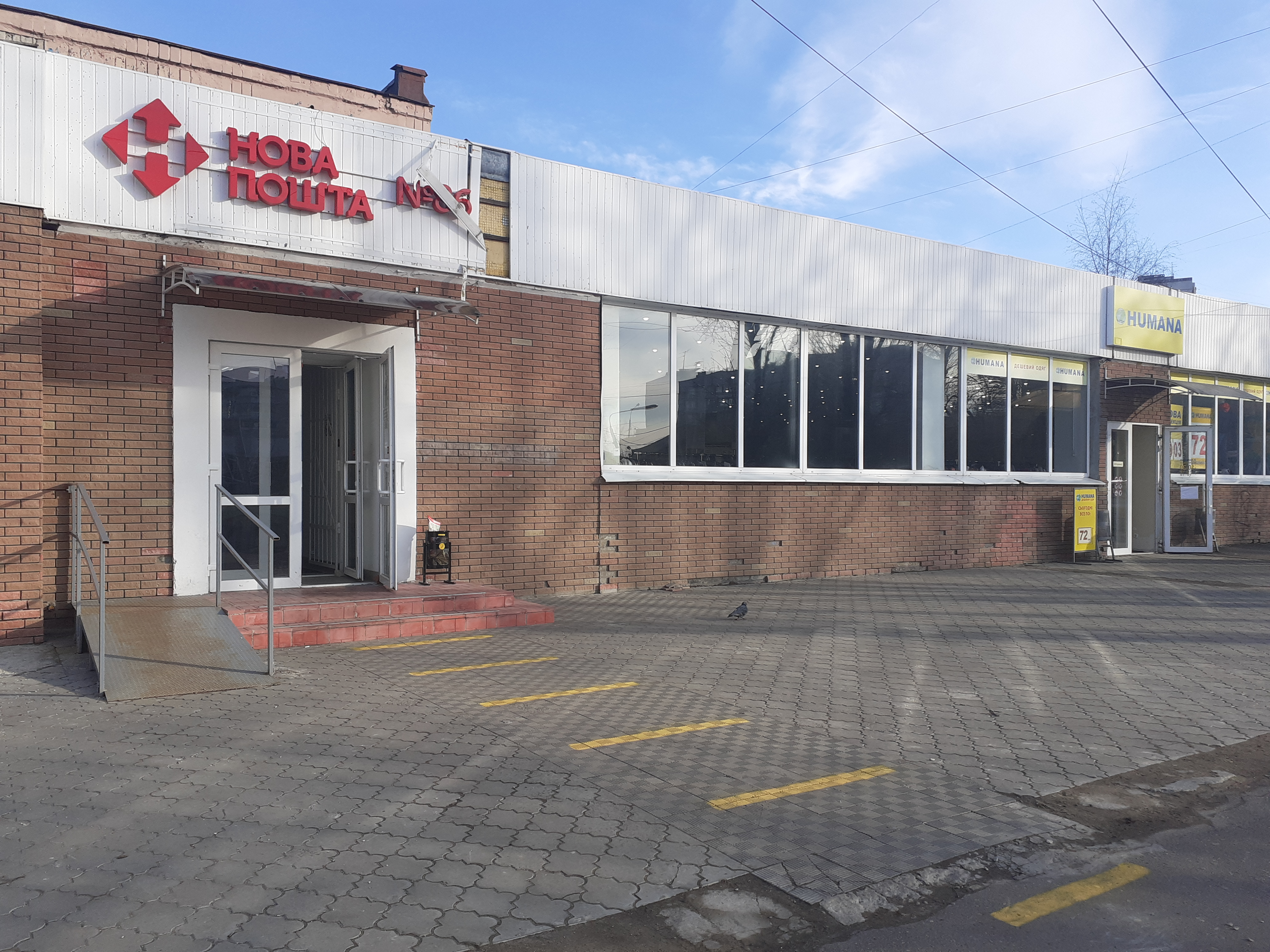
Лінії соціальної дистанції біля "Нової пошти" у Харкові

### 2021
18 березня в області було посилено карантин, всі школи області було переведено на дистанційне навчання крім учнів 1-4 класів, заборонено проведення масових заходів, обмежено роботу спортивних закладів та кінотеатрів.
З 11 квітня на Харківщині запроваджено «червону» зону карантину, протягом перших трьох днів перебування Харківщини у «червоній зоні», поліціянти зафіксували понад 150 порушень карантину. Станом на 16 квітня в областу було зайнято майже 70 % ліжкомісць для хворих на коронавірус.
6 травня Харківська область покинула "червону зону", карантинні обмеження послаблено.
У вересні було оголошено про плани компанії «Лекхім» щодо виробництва вакцин в наповнених шприцах, в тому числі і від коронавірусу, початок було заплановано на 2022 рік.
Наприкінці жовтня Харківщина за офіційними показниками наблизилась до порогу "червоної зони" - хворими на коронавірус було зайнято 64,5% ліжок, щоденно виявляли до 1500 випадків інфікування, проте обмежень червоної зони введено не було. 
28 листопада Харківщина повернулась до "жовтої зони". Обмеження послаблено. кількість щоденних видаків інфікування по області напередодні знизилась до 560